# Eustachio
Eustachio  è un nome proprio di persona italiano maschile.

## Varianti
- Maschili: Eustacchio[1][3][4]
- Femminili: Eustachia[3][4], Eustacchia[3][4]

### Varianti in altre lingue
- Basco: Eustaki[5]
- Catalano: Eustaqui[5]
- Francese: Eustache[2]
- Greco antico: Εὔσταχυς (Eustachys)[1][2][5], Εὐστάχιος (Eustàchios)[1]
- Inglese: Eustace[2][6]
  - Femminili: Eustacia[6][7]
- Medio inglese: Eustas[6], Ewstace[6], Eustache[6]
  - Ipocoristici: Stace[2]
  - Femminili: Eustacia[6], Eustachia[6]
- Latino: Eustachius[1][2][3][6]
- Polacco: Eustachy[2]
- Portoghese brasiliano: Eustáquio[2]
- Russo: Евстахий (Evstachij)
- Spagnolo: Eustaquio[2][5]
  - Femminili: Eustaquia[7]
- Ucraino: Євстахій (Jevstachij)[2]

## Origine e diffusione
Continua il nome tardo latino Eustachius, attestato solo in epoca cristiana, sua volta proveniente, tramite la variante postclassica Εὐστάχιος (Eustàchios), dal raro nome greco Εὔσταχυς (Eustachys): questo è tratto dall'omonimo aggettivo εὔστᾰχῠς, composto da εὖ (eû, "buono") e στάχυς (stáchys, "spiga"), con il significato complessivo di "che dà buone spighe", "che produce buon raccolto", e quindi "fruttifero", lo stesso dei nomi Policarpo, Carpoforo, Eucarpio, Efrem e Fruttuoso. Durante il Medioevo questo nome si confuse con un altro, Eustathius, da cui discende l'italiano Eustazio.
In Italia, un tempo comune, già dagli anni 1950 risultava raro; negli anni 1970 se ne contavano circa 3.300 occorrenze, di cui due terzi della forma base e un terzo della variante Eustacchio (attestati anche i rispettivi femminili, con circa settanta occorrenze complessive), accentrate nel Sud continentale e in particolare in Puglia e Basilicata, riflesso del culto di vari santi così chiamati (uno su tutti sant'Eustachio, martire a Roma).

## Onomastico
L'onomastico si può festeggiare in memoria di diversi santi, alle date seguenti:
- 29 marzo, sant'Eustachio o Eustasio, vescovo di Napoli e martire[8]
- 16 luglio, sant'Eustachio, vescovo di Antiochia[1]
- 20 settembre, sant'Eustachio, martire a Roma sotto Adriano con la moglie Teopista e i figli Teopisto e Agapio[1][5][8]
- 12 ottobre, sant'Eustachio, martire in Siria[1]
- 20 novembre, sant'Eustachio, martire a Nicea[1]
- 28 novembre, sant'Eustachio, vescovo e martire in Africa[1]

Si ricordano inoltre alcuni beati:
- 10 giugno, beato Eustachio Kugler, religioso dei Fatebenefratelli[8]
- 30 agosto, beato Eustáquio van Lieshout, sacerdote e missionario picpusiano[8]
- 3 settembre, beato Eustachio Felix, sacerdote, martire a Parigi, uno delle vittime dei massacri di settembre[8]
- 4 dicembre, beato Eustachio García Chicote, religioso cistercense, uno dei martiri della guerra civile spagnola[8]

## Persone

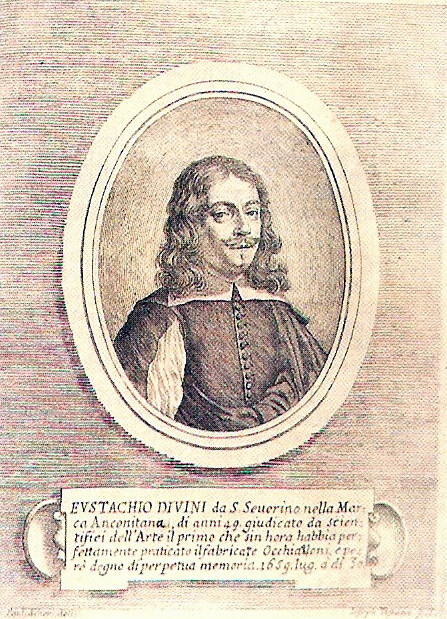
Eustachio Divini

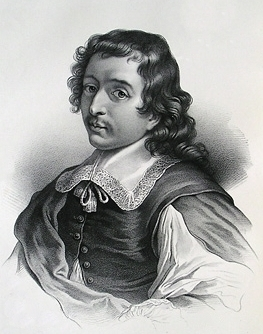
Eustache Le Sueur

- Eustachio il Monaco, pirata e mercenario francese
- Eustachio Ignazio Capizzi, presbitero, scrittore e teologo italiano
- Eustachio Chita, brigante italiano
- Eustachio da Matera, giurista e poeta italiano
- Eustachio Degola, scrittore, presbitero e teologo italiano
- Eustachio I de Grenier, signore crociato del Regno di Gerusalemme
- Eustachio Divini, ottico e astronomo italiano
- Eustachio Paolo Lamanna, filosofo e storico della filosofia italiano
- Eustachio Manfredi, matematico, astronomo e poeta italiano
- Eustachio Zanotti, astronomo e ingegnere italiano

### Variante Eustace
- Eustace Chapuys, diplomatico savoiardo
- Eustace fitz John, nobile britannico
- Eustaquio Ilundáin y Esteban, cardinale e arcivescovo cattolico spagnolo
- Eustache le Peintre de Reims, troviero francese
- Eustache Le Sueur, pittore francese
- Eustacio Rizo, calciatore messicano
- Eustachy Erazm Sanguszko, generale e storico polacco

## Il nome nelle arti
- Eustachio Scrubb è un personaggio dei romanzi della serie Le cronache di Narnia, scritta da Clive Staples Lewis.